# Blindia stricta
Blindia stricta là một loài rêu trong họ Seligeriaceae. Loài này được (Hook. f. & Wilson) Müll. Hal. mô tả khoa học đầu tiên năm 1848.